# سازمان انقلابی حزب توده ایران
سازمان انقلابی حزب توده ایران سازمانی است که از انشعاب مائوئیستی بهمن ۱۳۴۲ در حزب توده ایران پدید آمد. این سازمان از اعضای جوان حزب توده ایران، اکثراً در اروپای غربی، تشکیل می‌شد.

## پیشینه
در پی نارضایتی از رهبری حزب توده ایران، (پس از کودتای ۲۸ مرداد)، گروهی از دانشجویان جوان توده‌ای فعّال در کنفدراسیون دانشجویان ایرانی در اروپای غربی به مخالفت با حزب پرداختند. این گروه ابتدا از کوبا طرفداری می‌کرد، امّا بعدها که اختلاف بین چین و اتحاد جماهیر شوروی شدّت یافت، حزب توده را یک حزب تجدیدنظرطلب و اتّحاد جماهیر شوروی را یک دولت سوسیال امپریالیست نامید. سازمان به زودی روابط مستحکمی با چین و آلبانی برقرار کرد و افرادی را برای کارآموزی در برنامهٔ فارسی رادیو پکن به چین فرستاد و انتشار «توده» و «ستاره سرخ» را در اروپای غربی آغاز کرد. اکثر هواداران سازمان انقلابی، دانشجویانی بودند که پس از کودتای ۲۸ مرداد در خارج از ایران تحصیل می‌کردند. برخی از اعضای شاخص آن مهدی خانبابا تهرانی، کوروش لاشایی، بیژن حکمت، محسن رضوانی، عطا کشکولی، عباس میلانی، پرویز واعظ زاده مرجانی و ایرج کشکولی بودند.
دو تن از هم‌بندان کمیته مرکزی حزب توده، احمد امیرقاسمی و دکتر غلامحسین فروتن، موضع مائوئیستی خود را به آگاهی رساندند و با دانشجویان چپ کنفدراسیون دانشجویان ایرانی، سازمان انقلابی حزب توده ایران در خارج از کشور را بنیان گذاشتند. نخستین کنفرانس سازمان انقلابی حزب توده ایران آذر ماه ۱۳۴۳ در تیرانا پایتخت آلبانی برگزار شد و دکتر فریدون کشاورز، محسن رضوانی، کوروش لاشایی، بیژن حکمت، بیژن چهرازی، منوچهر بوذری، علی صادقی و سیاوش پارسانژاد و چند تن دیگر در آن شرکت کردند و محسن رضوانی، کوروش لاشایی، بیژن حکمت و بیژن چهرازی اعضای هیئت اجرایی شدند. این گروه کم‌کم به ایران آمدند و از سال ۱۳۴۳ به سازمان‌دهی پنهانی یک تشکیلات مارکسیستی مخفی پرداختند.
فریدون کشاورز از توده‌ای‌های کهنه‌کار و از رهبران پیشین حزب توده، هیئتی از سازمان انقلابی را به چین فرستاد تا با نمایندگان حزب کمونیست چین هماهنگی‌هایی به وجود آورند. فرستاده‌شدگان به چین مهدی خانبابا تهرانی، کوروش لاشایی، محمود مقدم، محسن رضوانی و بیژن حکمت، در طول سال‌های ۱۳۴۳ تا ۱۳۴۶ بسیاری از هم‌بندان کنفدراسیون دانشجویان ایرانی و سازمان انقلابی حزب توده ایران برای گذراندن دوره‌های آموزشی چریکی به چین رفتند و هر بار ۴ تا ۵ ماه در آنجا ماندند.
گروه نخستین که سازمان برای دیدن دورهٔ آموزش نظامی و تئوریک به چین فرستاد، بیژن حکمت، عطا حسن‌آقائی کشکولی، محمد عطری، بیژن چهرازی، رحیمی لاریجانی، علی سعادتی، خسرو و محمد رجائی بودند. دومین گروه فرستاده‌شده برای آموزش نظامی، کوروش لاشایی، بیژن قدیمی، ایرج کشکولی، سیاوش پارسانژاد و فردی با نام مستعار «طلوع» بود. بر پایه سیاست سازمان، می‌بایستی نیروهای چپ را کم‌کم گرد آورده و برای آموزش سیاسی و نظامی به چین فرستاد و سپس برای به راه انداختن جنگ چریکی راهی ایران شوند.
پس از کنفرانس نخست، این گروه نشریهٔ قطعنامه‌مانندی را به چاپ رساندند و جدایی خود را از حزب منحله توده اعلام داشتند. افزون بر آن لزوم بنیان یک سازمان کمونیستی «فعّال» را نوید دادند. پس از  مدّتی، کتاب «دولت و انقلاب» نوشتهٔ لنین را با شعار «خلق‌های ایران مسلح شوید.» به چاپ رساندند. در نشست بعدی که در بروکسل پایتخت بلژیک و با همکاری حزب کمونیست بلژیک برگزار شد و به کنفرانس دوم شناخته شد، ادّعا کردند که کمیته مرکزی باید تغییر یابد و سنّت‌های انقلابی آن باید دوباره زنده شود.
از سوی دیگر، پیروزی‌های فیدل کاسترو و همدستانش در جنگ‌های شهری و روستایی که به «روش کوبا» یا «راه کاسترو» آوازه یافته بود، جوانان کمونیست را به سوی خود می‌کشید. سازمان انقلابی حزب توده، شعارهای خود را بر پایهٔ آموزش‌های مائوتسه و کاسترو قرار داد و گروهک‌های کمونیستی پراکنده، گِرد سازمان انقلابی حزب توده را گرفتند.
روزنامه «توده» ارگان سازمان انقلابی حزب توده ایران با یاری حزب کمونیست بلژیک هواخواه چین در شهر بروکسل به چاپ می‌رسید.

## گرایش‌ها
سازمان انقلابی یک گروه مائوئیستی با اعتقاد جدّی به تجربهٔ چین بود. گروه با سیاست استالین‌زدایی به رهبری نیکیتا خروشچف و تز همزیستی مسالمت‌آمیز پیشنهادی حزب کمونیست اتّحاد شوروی سرسختانه مخالف بود.

## عملیات علیه رژیم سلطنتی پهلوی
سازمان انقلابی با گرایش‌های مائوئیستی خود به تحلیل برنامهٔ اصلاحات ارضی شاه پرداخت و به این نتیجه رسید که در جامعهٔ ایران هیچ تحوّل معناداری حاصل نشده و ایران همچنان یک کشور فئودالی و ماقبل سرمایه‌داری (نیمه‌فئودال - نیمه‌مستعمره) باقی مانده‌ است. سازمان انقلابی، بر پایهٔ این تحلیل، به نسخه‌برداری از انقلاب چین برای ایران پرداخت و به این نتیجه رسید که سازمان پیشتاز برای مبارزه با رژیم سلطنتی باید در میان دهقانان کار کند، یک ارتش خلقی به وجود آورد و از طریق پایگاه‌های روستایی، مناطق شهری را به محاصره درآورد. سازمان بر اساس تحلیل‌های فوق از اوضاع بین‌المللی، جامعهٔ ایران و جنبش کمونیستی - با پشتیبانی چین - کوشید در داخل کشور به سازماندهی بپردازد، امّا هر بار با شکست روبه‌رو شد.
- نخست، به دنبال ناآرامی‌هایی که در میان ایلات قشقایی در استان فارس در سال ۱۳۴۲ پیش آمد، سازمان انقلابی، عطا کشکولی و ایرج کشکولی را که از طایفهٔ کشکولی ایل قشقایی بودند، تشویق کرد که به ایران برگردند و به جنبش عشایر جنوب پیوندند. عطا کشکولی و ایرج کشکولی به ایران بازگشتند و به شورش سال ۱۳۴۳ که توسّط بهمن قشقایی خواهرزاده ناصر قشقایی در استان فارس برپا شده بود، پیوستند. بهمن قشقایی که شدیداً متمایل به راه دکتر محمّد مصدق بود تا سال ۱۳۴۵ با عطا کشکولی و ایرج کشکولی اعضای سازمان انقلابی حزب توده که از خویشاوندان وی بودند در جنوب ایران علیه رژیم پهلوی مبارزه کردند. سرانجام در سال ۱۳۴۵ نیروهای بهمن قشقایی به محاصره درآمدند و شورش با اعدام وی رو به افول گذاشت؛ امّا عطا کشکولی و ایرج کشکولی توانستند از ایران خارج شوند.
- دوم، تلاش گروهی از دانشجویان بازگشته به ایران بود که می‌خواستند در سال ۱۳۴۴ شاه را ترور کنند. گروه چند سال پیش از آن وارد ایران شده بود و رهبری آنان را پرویز نیک‌خواه بر عهده داشت. ضارب در صحنه کشته و گروه بلافاصله توسّط ساواک دستگیر شد.
- سوم، در سال ۱۳۴۶ سازمان کوروش لاشایی را برای پیوستن به شورش سال ۱۳۴۶ در کردستان عراق گسیل داشت؛ امّا هنگامی که وی به کردستان عراق رسید، شورش در کردستان ایران تقریباً فرونشسته بود و رهبرانش کشته شده بودند.

## پس از انقلاب
پس از انقلاب، سازمان انقلابی نام خود را به حزب رنجبران ایران تغییر داد و نشریه رنجبر را منتشر کرد. این گروه، بین سال‌های ۱۳۵۸ تا ۱۳۶۰ از جناح بنی‌صدر در مقابل جناح بهشتی و رفسنجانی دفاع می‌کرد، امّا پس از آن برخی از اعضایش را از دست داد و در نیمه دهه ۱۳۶۰ در کردستان ایران مستقر گردید و پس از ده سال، رهبری آن به خارج از ایران منتقل شد. این حزب همچنان به فعّالیت‌های سیاسی خود در خارج از کشور ادامه می‌دهد و نشریه رنجبر را ماهانه منتشر می‌کند.